# Rhein-Klasse (1874)
Die Rhein-Klasse war eine Baureihe von zwei Monitoren, welche die deutsche Kaiserliche Marine für die Verteidigung von Rhein und Mosel bauen ließ. Die 1874 von der AG Weser gelieferten und nach diesen beiden Flüssen benannten Schiffe Rhein und Mosel wurden nur sehr selten eingesetzt und nach zehn Jahren wieder verkauft.

## Geschichte
Während des Deutsch-Französischen Krieges verlegten die Franzosen Kanonenboote auf den Rhein und die Loire. Die nach Straßburg verbrachten Boote kamen dort nur teilweise an und fanden im Krieg keine Verwendung. Ihre Besatzungen nahmen an Land an der Verteidigung der Festung gegen die deutschen Truppen teil. Vier der auf der Loire eingesetzten Boote kamen bei der Einnahme Orléans im Dezember 1870 in deutsche Hand. Ein aus acht Offizieren und 120 Mannschaften bestehendes Kontingent der Marine konnte drei der Boote fahrfähig herrichten. Zu einem Einsatz während des Krieges kam es jedoch nicht. Die Boote wurden im Frühjahr 1871 nach Kiel überführt und von der dortigen Kaiserlichen Werft überholt. Zwei dieser Flusskanonenboote kamen 1874 auf den Rhein, wurden aber nicht eingesetzt.
Nach dem Krieg gab es in der Kaiserlichen Marine die Überlegung, ob zur Verteidigung von Rhein und Mosel die Stationierung von Kriegsschiffen auf diesen Flüssen angebracht sei. Die Entscheidung fiel schließlich zugunsten zweier gepanzerter Fahrzeuge, mit deren Entwicklung und Bau die Bremer Werft AG Weser betraut wurde, die damit ihren ersten Auftrag von der Marine erhielt. Die Werft orientierte sich bei der Konstruktion an den 1871 für die Donau gebauten Monitoren Leitha und Maros der österreichischen Marine. Für diese hatte das Eisenwerk in Gußwerk in der Steiermark die Panzerplatten hergestellt, bei dem die AG Weser auch das Panzermaterial für die beiden deutschen Schiffe bestellte. 1872 war der Entwurf für die Monitore fertiggestellt und im Juli desselben Jahres begann in Bremen der Bau. Der Stapellauf konnte ebenfalls noch 1872 erfolgen, die werftseitige Fertigstellung der beiden Schiffe zog sich aber bis zum Frühjahr 1874 hin. Die Baukosten von jeweils 94.500 Talern hatte die Rheinische Eisenbahn-Gesellschaft zu tragen, da die beiden Monitore auch der Verteidigung der Rheinbrücken dienen sollten.
Am 25. April 1874 kamen beide Monitore in Dienst und traten die Fahrt nach Rotterdam und den Rhein hinauf an. Vermutlich erhielten sie in der Festung Wesel ihre Bewaffnung. Im Frühjahr 1875 erfolgten Fahrten auf dem Rhein bis nach Straßburg. Am 20. April 1875 besuchte zudem Kaiser Wilhelm I. die vor Biebrich liegenden Monitore. Am 17. Mai wurden diese der 7. Festungs-Inspektion des VIII. Armeekorps unterstellt. Zunächst war Mainz der Liegehafen für Rhein und Mosel. Später lagen sie gemeinsam mit den beiden ehemals französischen Kanonenbooten, mit denen sie die „Rhein-Flußkanonenboot-Flottille“ bildeten, in Koblenz. Weitere Einsätze der Schiffe sind nicht überliefert. Ihrer weitgehende Untätigkeit brachte ihnen den Spitznamen „Loreley-Flottille“ ein, eine Anspielung auf den ersten Vers („Ich weiß nicht was soll es bedeuten“) des Gedichtes „Die Lore-Ley“ von Heinrich Heine. Die fortschreitende militärische Entwicklung ließ die beiden Schiffe der Rhein-Klasse schnell veralten. Sie wurden daher Ende Dezember 1884 für 3.500 Mark verkauft. Über ihren Verbleib liegen keine Informationen vor.

## Technik

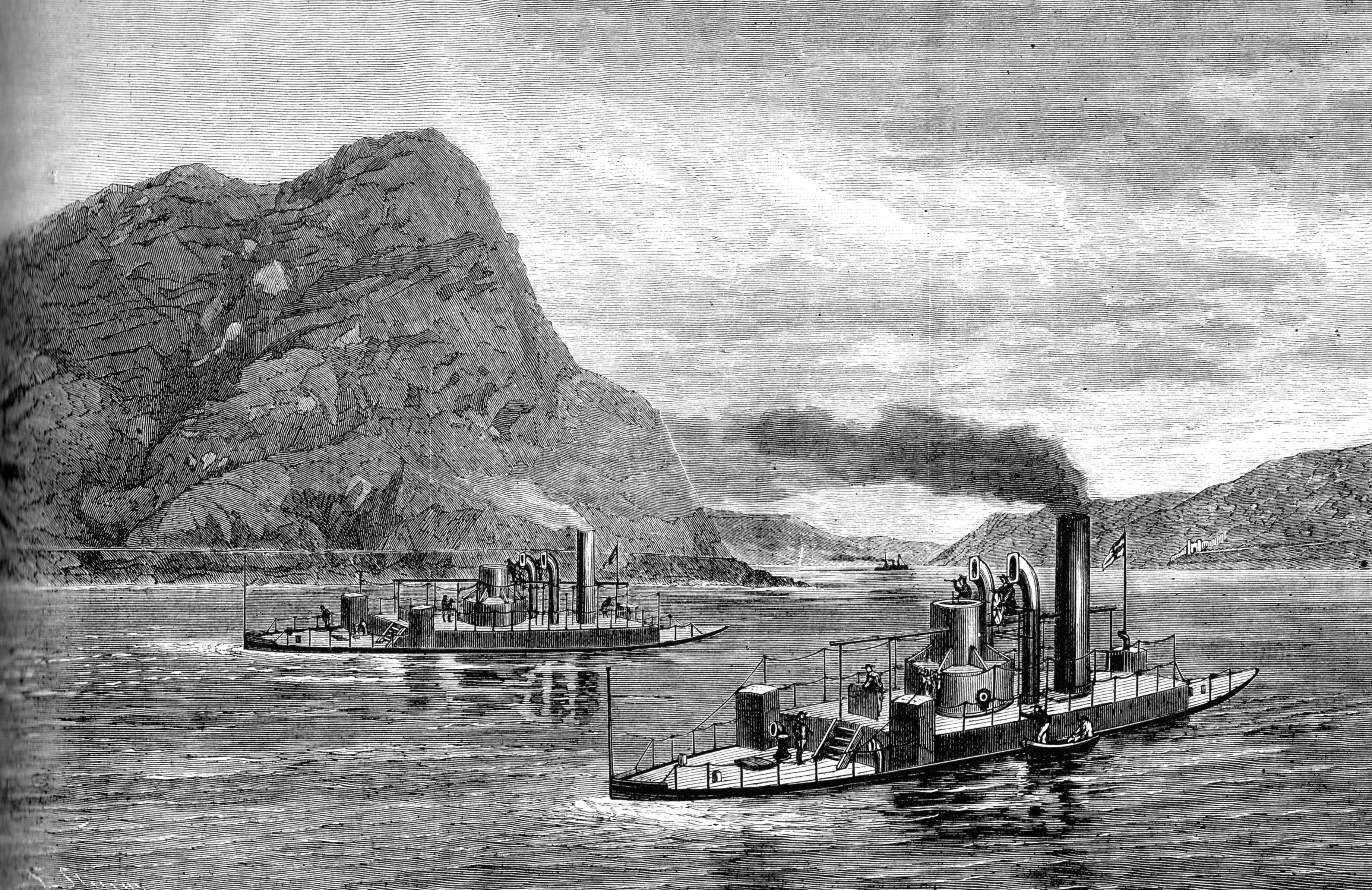
Künstlerische Darstellung der beiden Monitore der Rhein-Klasse

Die Monitore der Rhein-Klasse besaßen einen in Querspantbauweise ausgeführten eisernen Rumpf. Sie waren insgesamt 49,6 m lang, wobei die Wasserlinie bei einer Konstruktionsverdrängung von 200 t 47,85 m betrug. An ihrer breitesten Stelle maßen die Schiffe 7,85 m. Bei der maximalen Verdrängung von 283 t im einsatzfähigen Zustand hatten sie 0,7 m Tiefgang vorn und 1,07 m achtern. Der Rumpf war an Bug und Heck mit Zellen ausgestattet, die in Gefechtssituationen geflutet werden konnten. Dabei stieg der Tiefgang auf bis zu 1,6 m, der Freibord hingegen verringerte sich auf gerade einmal 5 bis 20 cm.
Der Mittelteil der Monitore war als Kasematte ausgeführt, die an den Seiten mit 55 mm und oben mit 16 mm schmiedeeiserner Panzerung versehen war. Das Panzermaterial war auf einer 150 bis 200 mm starken Lage Teakholz aufgebracht. Einen ebensolchen Schutz erhielt auch der Geschützturm, in dem zwei bronzene Kanonen des Kalibers 12 cm L/19 aufgestellt waren. Der Turm war von Hand drehbar, die Munition für die Geschütze lagerte zu beiden Seiten des Turms innerhalb der Kasematte. Es befand sich ein Vorrat von 300 Schuss an Bord. Auf dem Geschützturm befand sich ein Kommandostand, der mit 16 mm Schmiedeeisen in den horizontalen und 40 mm in den vertikalen Bereichen geschützt war.
Angetrieben wurden die Monitore durch zwei liegend angeordnete 2-Zylinder-Dampfmaschinen mit einfacher Dampfdehnung, die eine indizierte Leistung von 320 PSi erzeugten. Die Maschinen wirkten auf zwei Propeller mit einem Durchmesser von 0,95 m und ermöglichten den Schiffen eine Höchstgeschwindigkeit von 8,25 kn. Den nötigen Dampf lieferten zwei Dampflokomotivkessel, die über jeweils zwei Feuerungen beschickt wurden und mit einem Betriebsdruck von 7 atü arbeiteten. Die Fahreigenschaften der Monitore waren mäßig, im gefluteten Zustand ließen sie sich nahezu überhaupt nicht mehr steuern.
Während die Antriebsanlage im achteren Bereich untergebracht war, befanden sich im vorderen Teil die Räume der Besatzung. Diese wurden erst nachträglich eingerichtet, sodass die Mannschaft anfangs nicht an Bord übernachten konnte. Die Besatzung bestand aus einem Offizier und 22 Mannschaften. Allein acht Mann waren für die Bedienung der Geschütze nötig.